# Place d'Armes (Kotor)
Pour les articles homonymes, voir Place d'Armes.
La place d'Armes de Kotor, (en monténégrin Trg od Oružja; en cyrillique : Трг од оружја, qui signifie place d'Armes) est la principale et la plus grande place de la ville de Kotor au Monténégro. Elle abrite plusieurs magasins, banques, cafés, boulangeries et pâtisseries, ainsi que de nombreux monuments culturels et historiques importants. Son nom vient de l'époque vénitienne, lorsque des munitions étaient fabriquées et entreposées ici.

## Sites remarquables

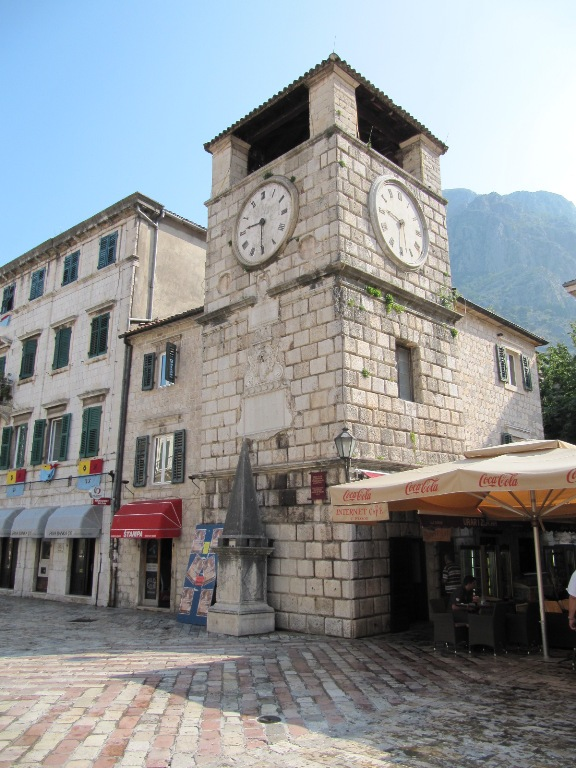
La Tour de l'Horloge

### La Porte de la Mer
La porte de la Mer (en monténégrin : Vrata od Mora, Врата од Мора) ou la porte ouest (Zapadna vrat ', Западна врата) est l'entrée principale de la vieille ville de Kotor. La porte a été construite au XVIe siècle et est la plus grande des trois portes de la ville.

### Palais du Recteur
Le palais du Recteur (monténégrin : Kneževa (Providurova) palata, Кнежева (Провидурова) палата) a été construit au XVIIe siècle. Il borde le côté ouest de la place et fait actuellement partie du luxueux hôtel Cattaro.

### Théâtre Napoléon
Le théâtre Napoléon (monténégrin : Napoleonovo pozorište, Наполеоново позориште) fut l'un des premiers théâtres construits dans les Balkans et fonctionna comme tel jusqu'à la fin du XIXe siècle. Le bâtiment lui-même a été construit au XVIIe siècle et a été transformé en théâtre en 1810. Au XXe siècle, il servait d'hôtel de ville et abrite aujourd'hui la réception de l' hôtel Cattaro.

### Tour de l'Horloge
La tour de l'Horloge a été construite au XVIIe siècle. Elle a été bâtie en partie dans le style baroque, tandis que les façades nord et est ont été construites en style gothique. A noter que depuis le tremblement de terre de 1667, elle penche. Un pilori médiéval reconstitué, en forme d'obélisque, se dresse devant la tour.